# نواگون
نواگون (به لاتین: Noagaon) یک منطقهٔ مسکونی در بنگلادش است که در استان چیتاگونگ واقع شده‌است. نواگون ۳۷٬۸۶۳ نفر جمعیت دارد.